# Fortezza di Hwaseong
La fortezza di Hwaseong (화성?, 華華?; lett. "fortezza brillante") è una fortezza che si trova a Suwon, a 30 chilometri da Seul, in Corea del Sud. Venne costruita fra il 1794 e il 1796 per ordine del re Jeongjo per onorare ed ospitare i resti del padre, il principe Sado, costretto a uccidersi dopo essere stato rinchiuso in una cassa di riso dal re Yeongjo.
L'architettura della fortezza, inserita nel 1997 nell'elenco dei patrimoni dell'umanità dell'UNESCO, combina elementi occidentali e orientali, formando un edificio che si distingue nettamente dalle tipiche costruzioni coreane.

## Storia
La fortezza di Hwaseong venne costruita in due anni e mezzo di lavoro, fra il 1794 e il 1796 dall'architetto Jeong Yak-yong, una delle figure di spicco del movimento Silhak (cultura pratica), che incoraggiava l'uso della scienza e dell'industria. Jeong infatti incorporò nel suo progetto elementi presi non solo dalla Corea, ma anche dalla Cina e dal Giappone, oltre che dalle scoperte scientifiche del tempo. Per esempio egli utilizzò mattoni come elemento base per la costruzione, oltre ad introdurre carrucole e gru.
La fortezza fu anche il risultato del collasso della linea del fronte durante l'invasione giapponese del 1592: in quell'epoca, il modello coreano di fortezza prevedeva un semplice muro difensivo per la città e una fortezza separata, su di una montagna, in cui la gente poteva ripararsi durante la guerra. Hwaseong venne invece costruita per includere tutti questi elementi, trovandosi al contempo nella città.
La costruzione costò alle casse dello stato 870.000 nyang, la valuta dell'epoca, e 1.500 sacchi di riso per pagare gli operai che vi lavorarono. In passato i lavori governativi venivano scontati alla popolazione coinvolta dalla tassa detta corvée, ma in questa occasione fu preferito pagare gli operai, un altro segno dell'influenza del Silhak.
Sembra che il re Jeongjo ordinò la costruzione della fortezza in preparazione dello spostamento della capitale da Seul a Suwon, una città posta in una posizione strategica per unire Seul al Mar Giallo e alla Cina. Il sovrano voleva eliminare le lotte intestine della corte e portare avanti un piano di riforme e si convinse che Suwon aveva il potenziale per svilupparsi in una prospera capitale. Per incoraggiarne la crescita, ordinò alla popolazione di spostarsi a Suwon, esentandoli in cambio dal pagamento delle tasse per 10 anni, con un notevole sforzo economico per lo stato.
Nel 1800, poco dopo la morte di Jeongjo, venne pubblicato il libro Hwaseong Seong-yeokuigwe ("Registrazioni della costruzione della fortezza di Hwaseong"), in dieci volumi, che venne poi usato durante i restauri degli anni settanta in seguito ai danni provocati dalla guerra di Corea. Il primo volume era dedicato al progetto di costruzione, contenendo per esempio i disegni dettagliati e la lista dei supervisori. I successivi sei volumi contenevano le implementazioni ordinate dal re, come per esempio le paghe dei lavoratori e gli ordini del sovrano per la costruzione. Gli ultimi 3 volumi descrivono la costruzione di un palazzo aggiuntivo alla fortezza. Nel libro è riportata in dettaglio non solo la quantità di mano d'opera impiegata, ma anche la quantità dei materiali.

## Le porte

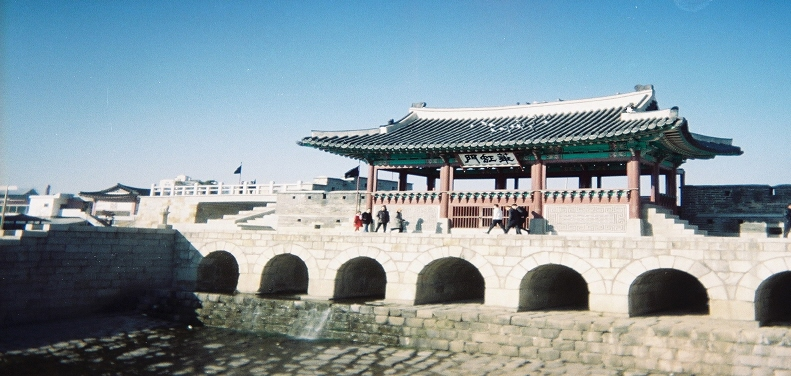
La porta settentrionale, che serviva anche come ponte di unione col resto della città

La fortezza ha quattro porte: "Hwaseomun" (porta occidentale), "Janganmun" (porta settentrionale), "Paldalmun" (porta meridionale) "Changnyongmun" (porta orientale). Le porte settentrionale e meridionale sono le più grandi e il loro tetto e le decorazioni in legno e pietra richiamano la Namdaemun di Seul. La porta meridionale venne bruciata durante la guerra di Corea; è stata ricostruita nel 1975. Le porte maggiori sono sormontate da un padiglione a due piani, mentre le porte orientali e occidentali hanno un padiglione a un solo piano. Tutte le quattro porte sono circondate da una fortezza in miniatura che ospitava le guardie addette alla loro difesa.

## Le mura

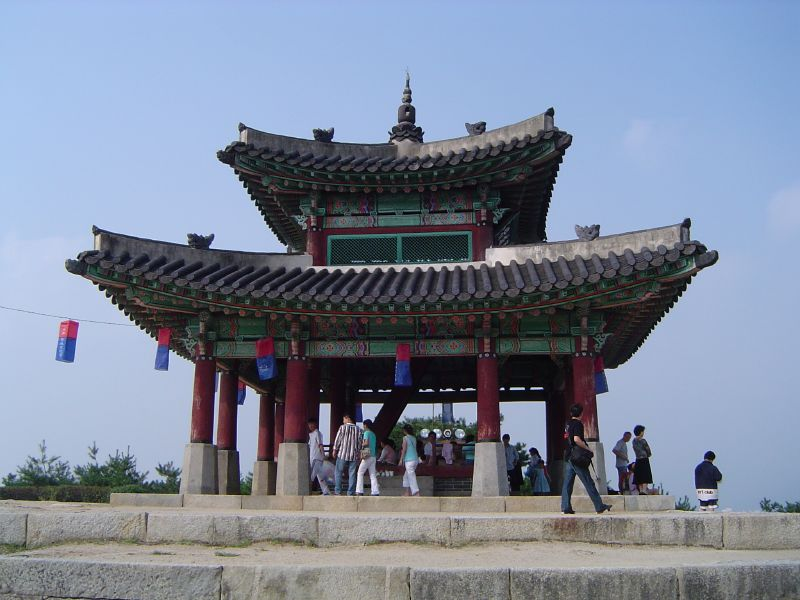
Il posto di comando occidentale

La struttura era racchiusa da una cinta muraria lunga 5,74 chilometri e alta fra i 4 e i 6 metri (dove il terreno è pianeggiante le mura sono più alte rispetto ai tratti in cui il terreno è montuoso). I parapetti sono di pietra e mattoni, alti 1,20 metri. Le mura sono in buono stato di conservazione, tranne il lato meridionale che non è mai stato restaurato.
Lungo le mura si trovavano 48 strutture difensive, ma sette di loro sono andate perdute nei secoli a causa di inondazioni, guerre o logorio. Tra queste strutture difensive si trovano porte segrete, piattaforme di guardia e per gli arcieri, torri d'osservazione e bastioni. La torre di segnalazione aveva 5 camini per poter fare segnali sia col fumo che col fuoco: uno di essi illuminato significava pace, due significava che il nemico era stato avvistato, tre che si stava avvicinando, quattro che era penetrato in città e cinque che era iniziato il combattimento intorno alla fortezza.

## Galleria d'immagini

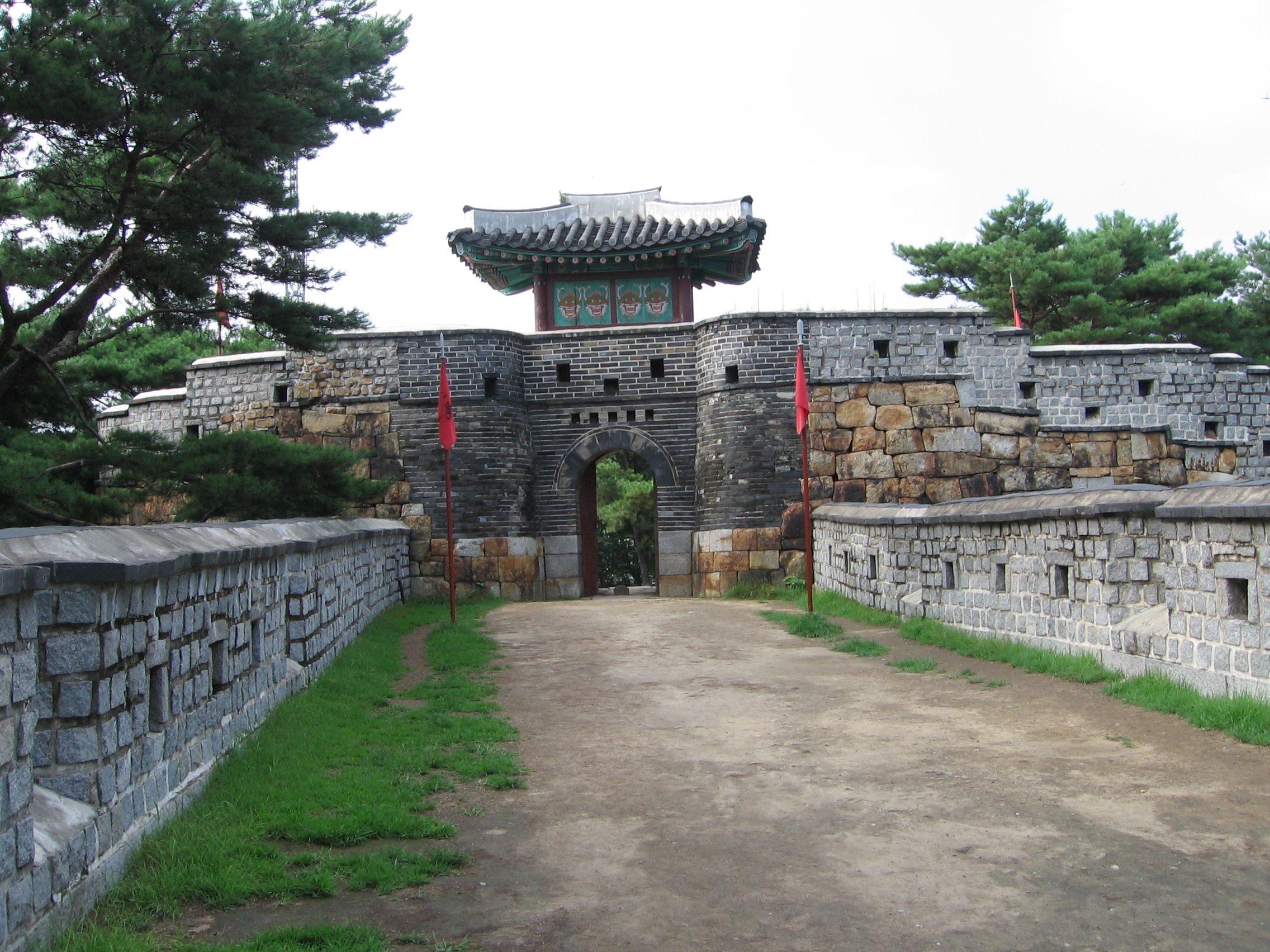
Una porta
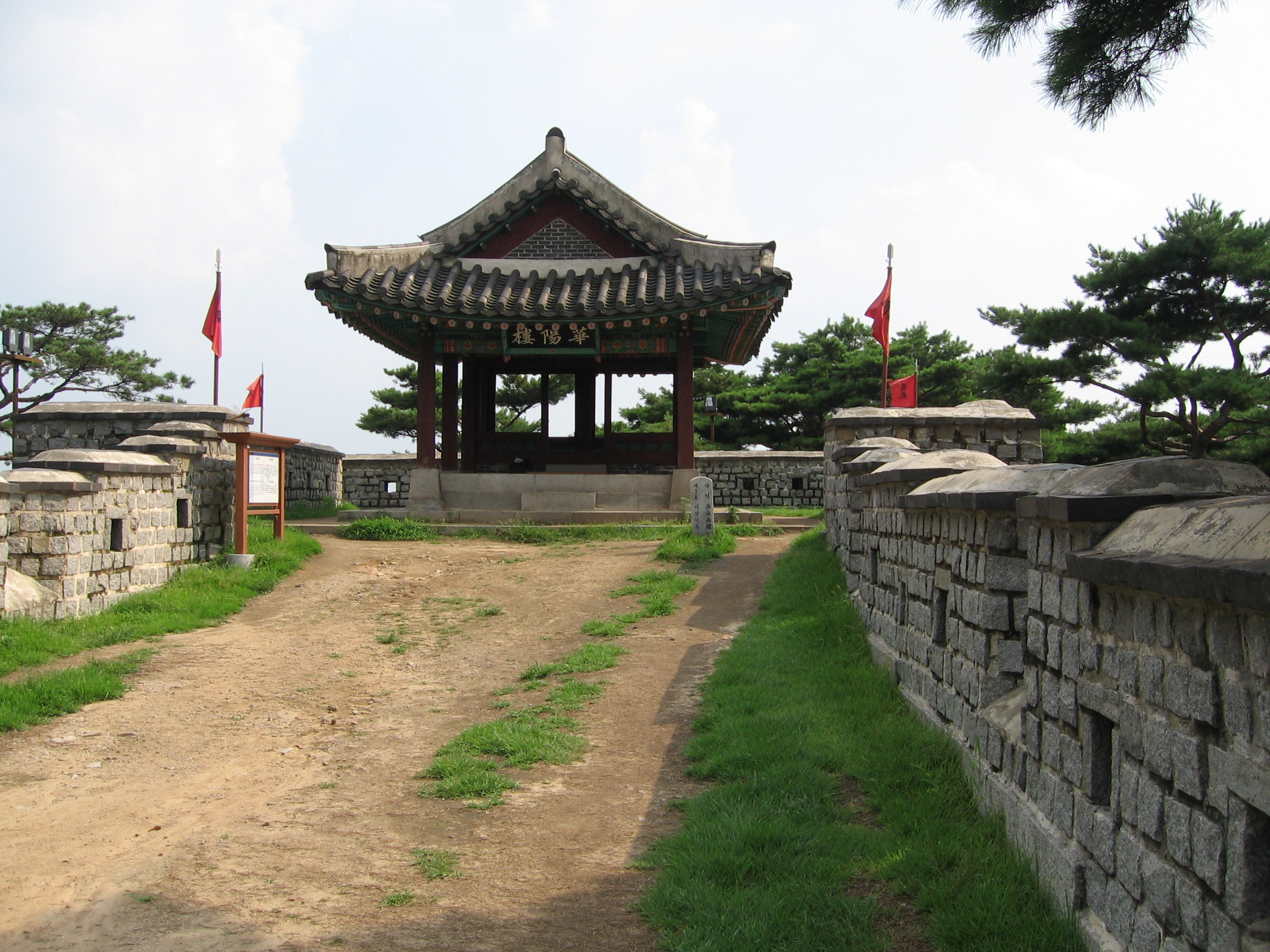
Una torre di guardia
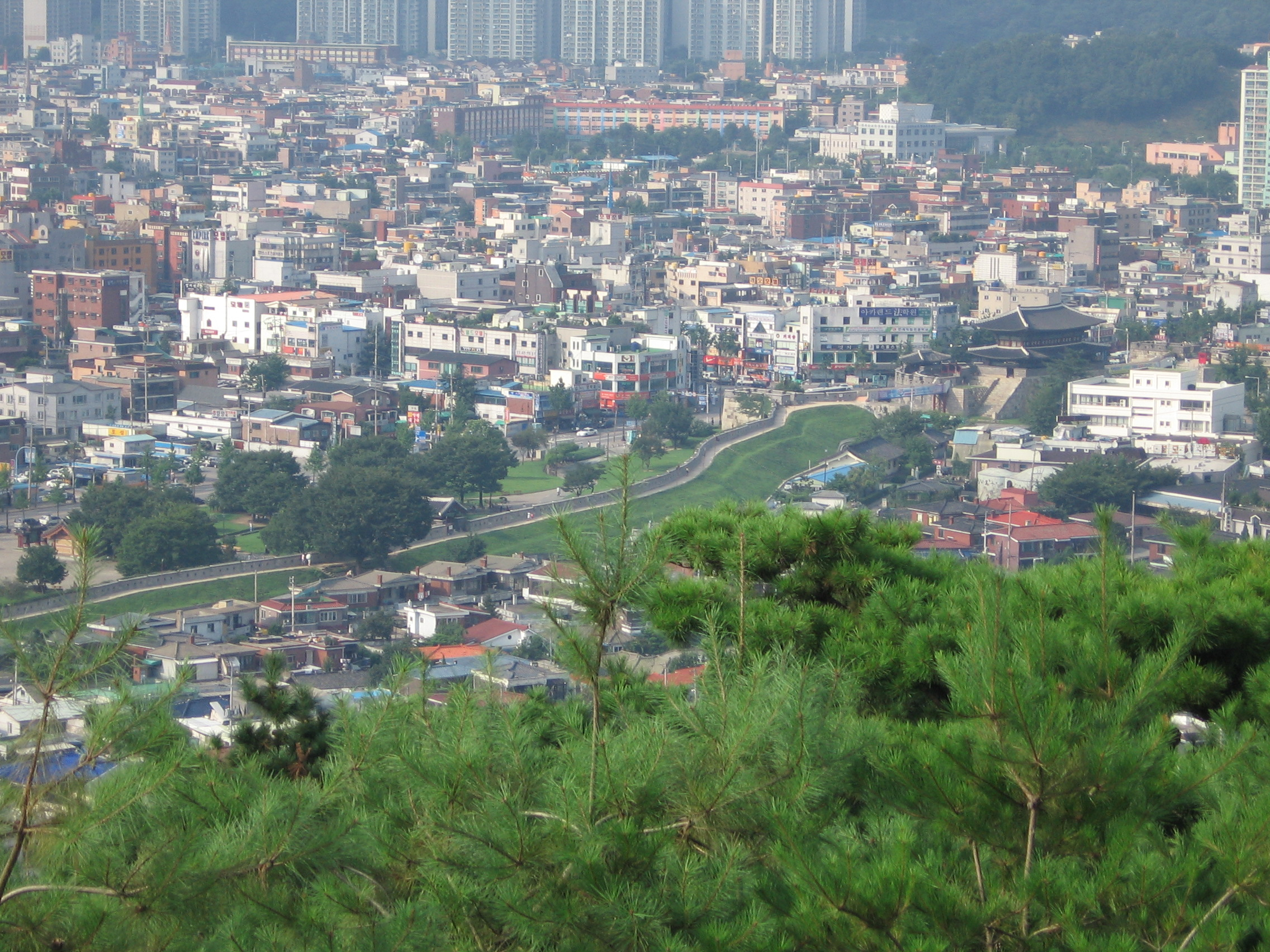
Una vista di Suwon dalle mura della fortezza
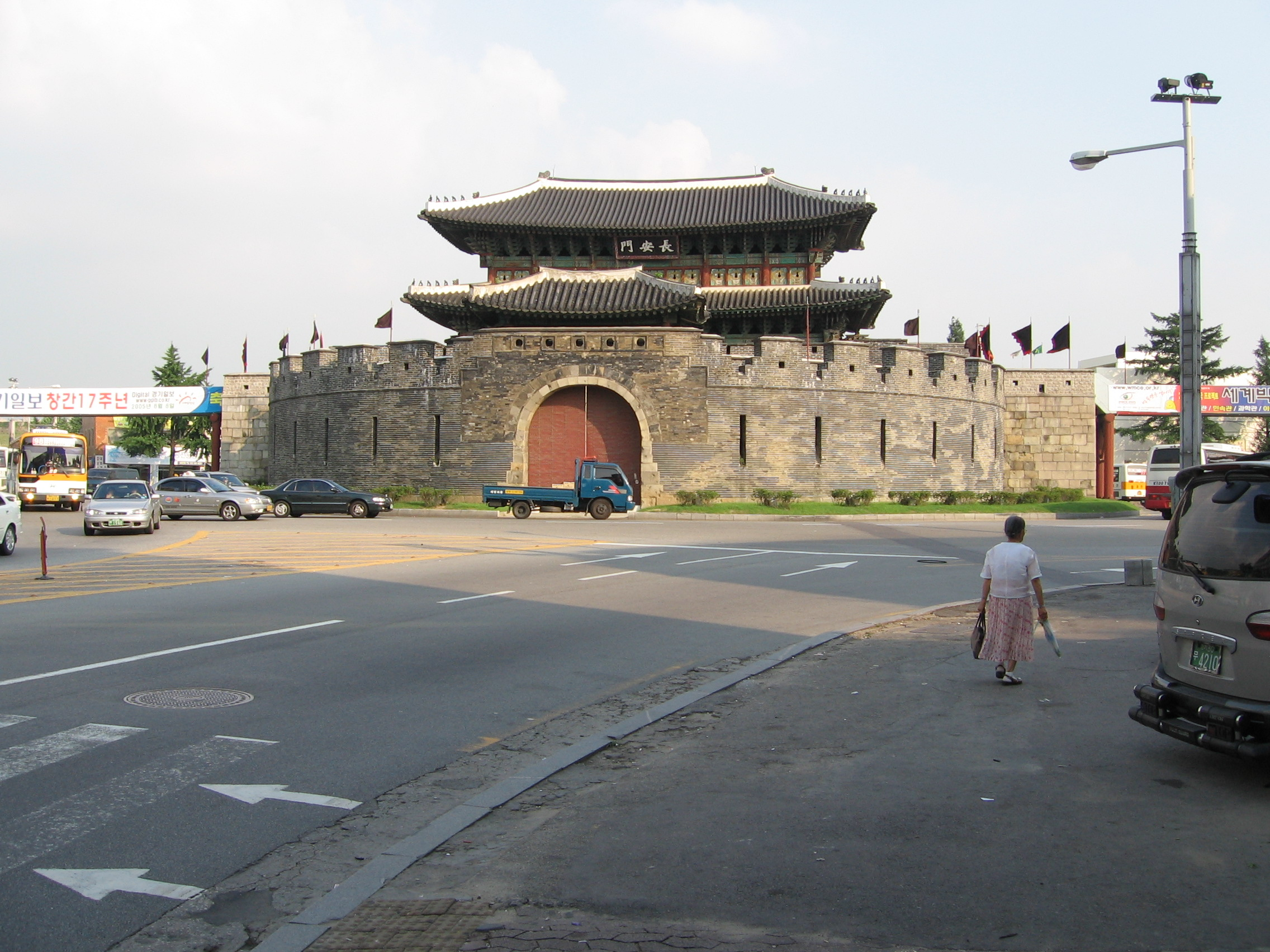
Janganmun, la porta settentrionale
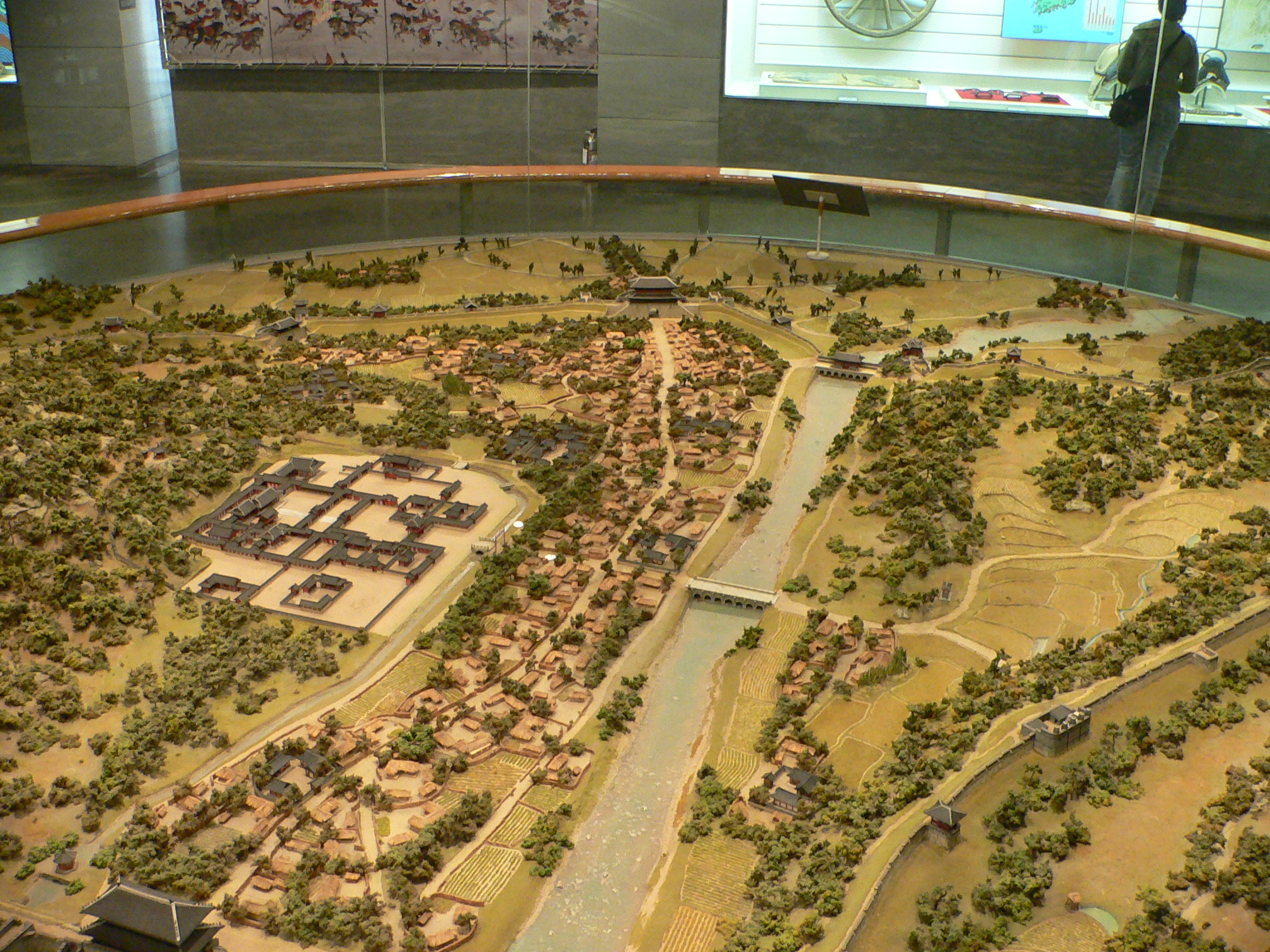
Un modello della fortezza di Hwaseong e del palazzo reale di Suwon
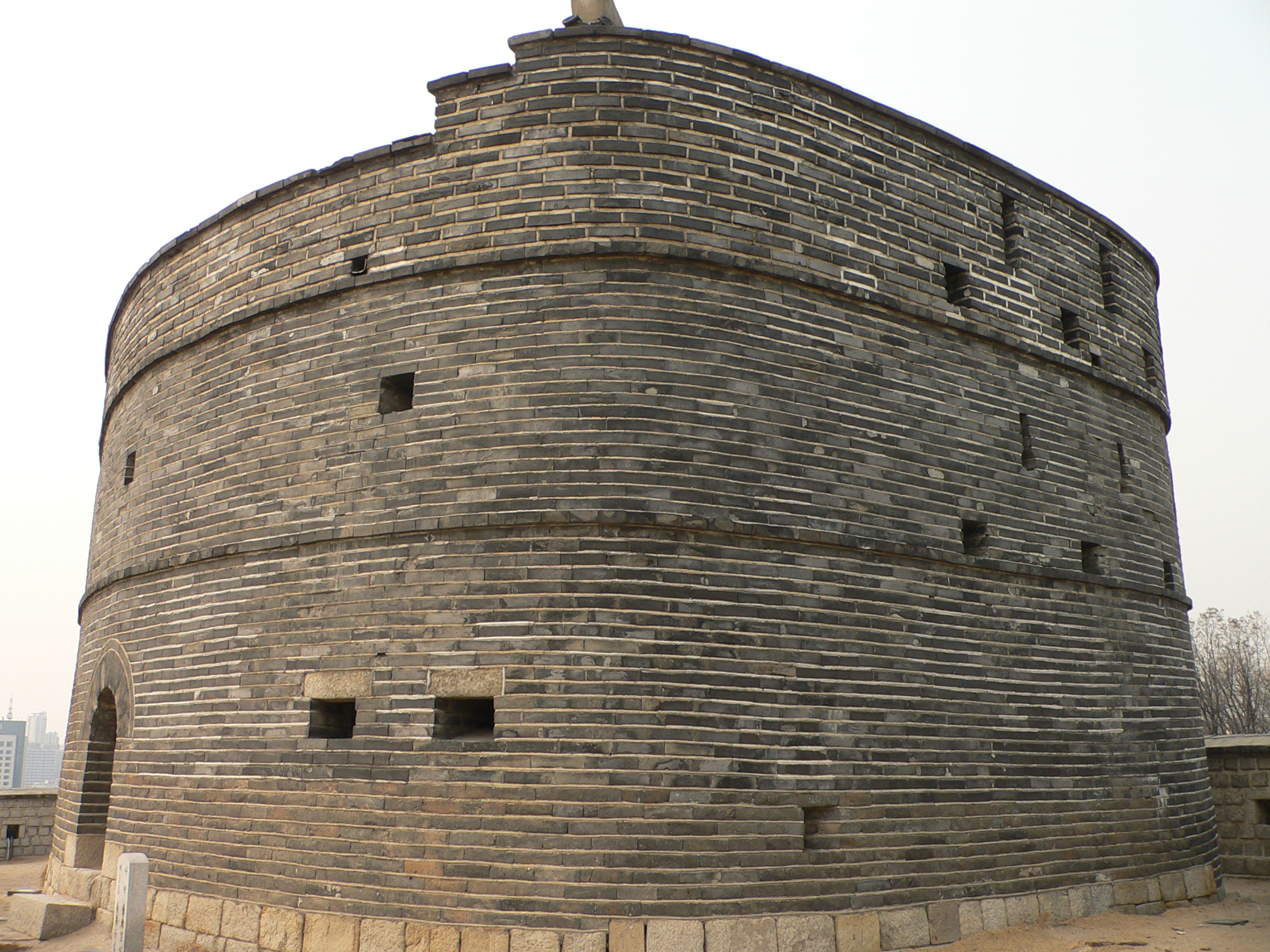
Una torre d'osservazione da cui potevano agire gli arcieri
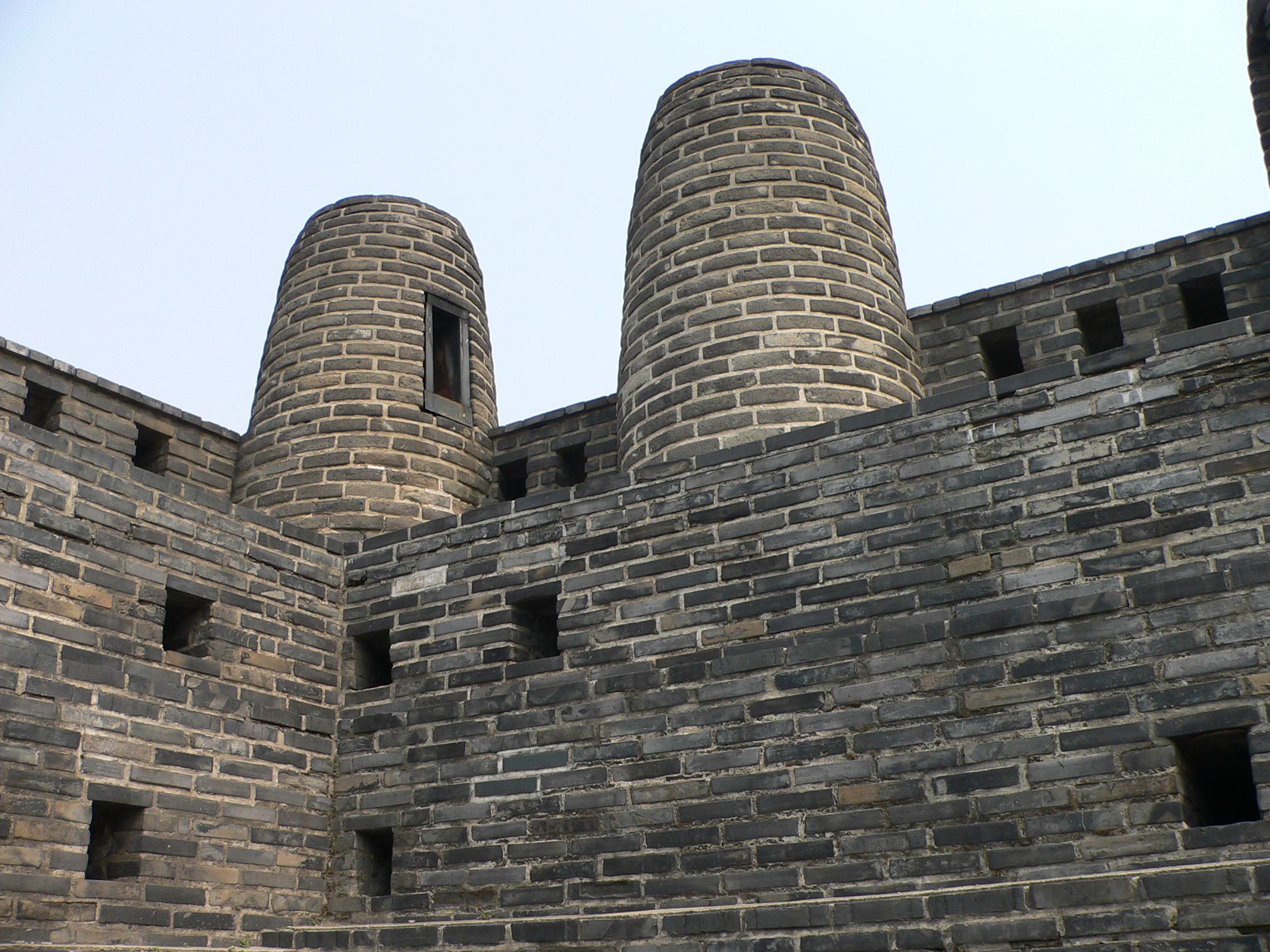
Due dei cinque camini di segnalazione
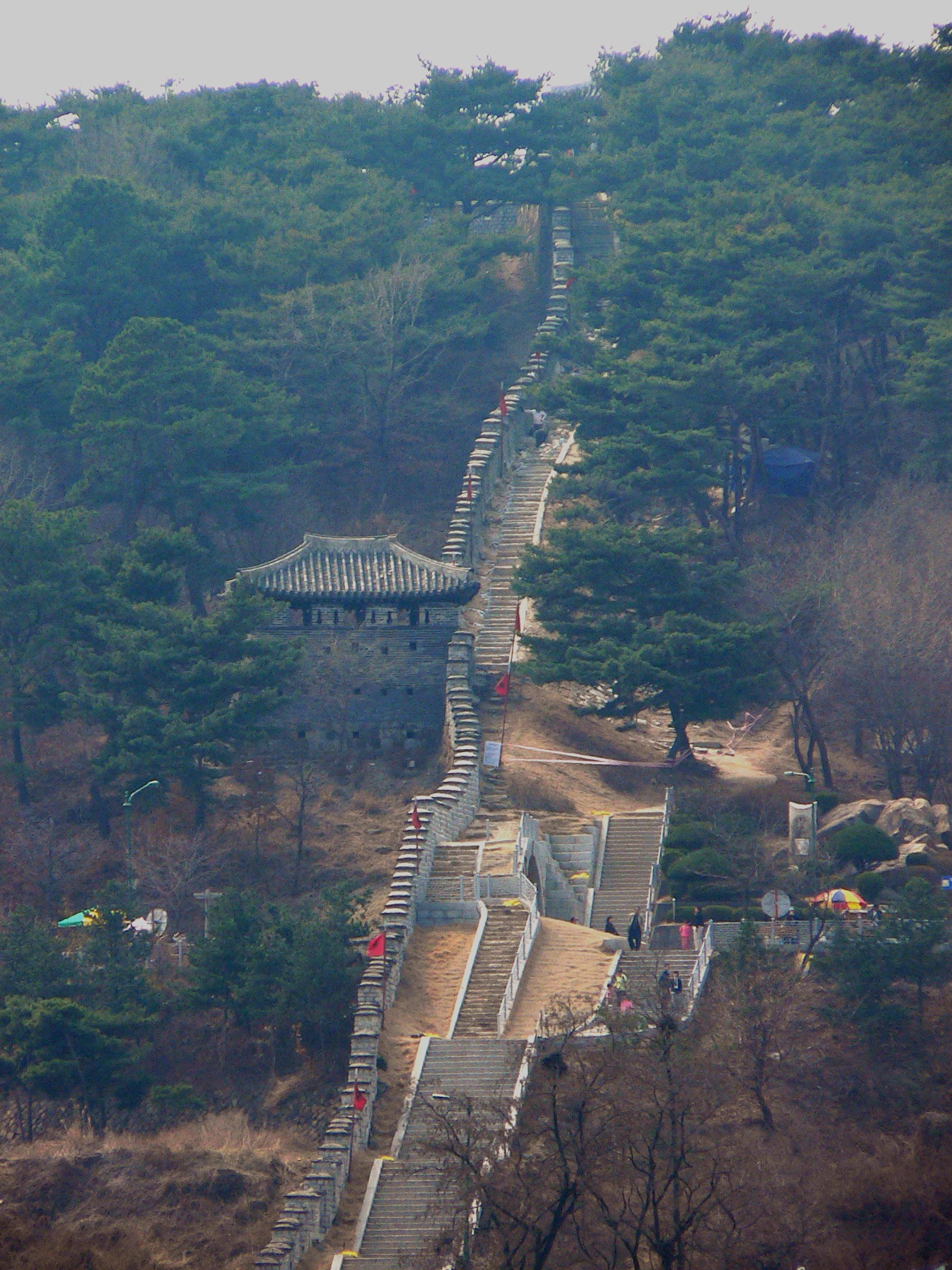
Una vista dall'alto di un tratto di mura
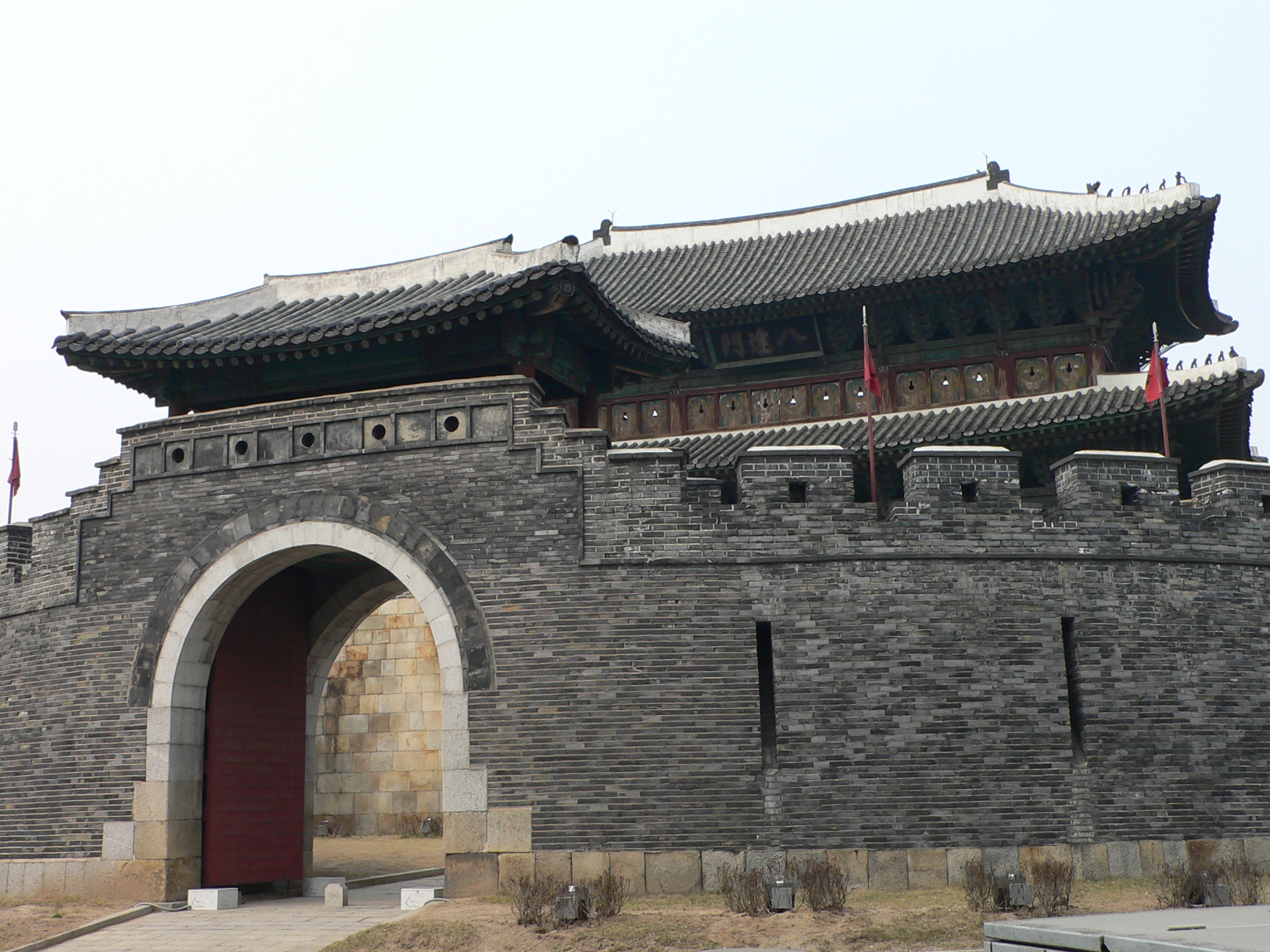
Una delle quattro porte principali
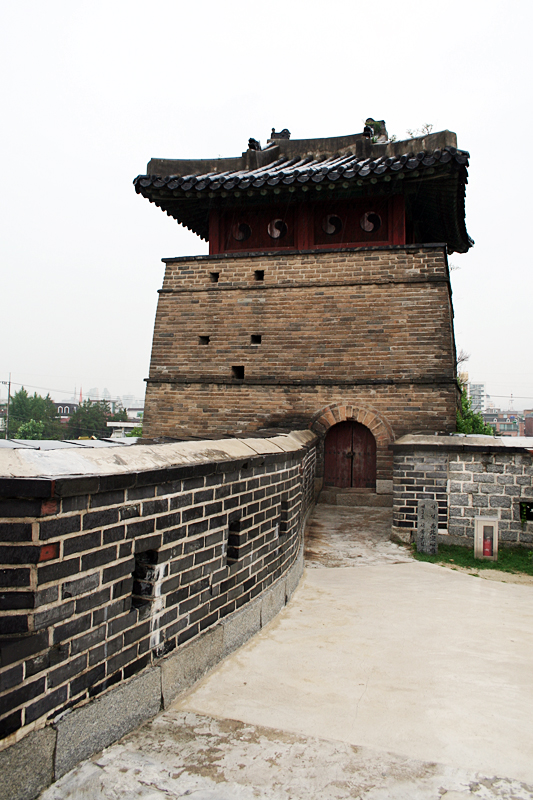
Una torre di guardia
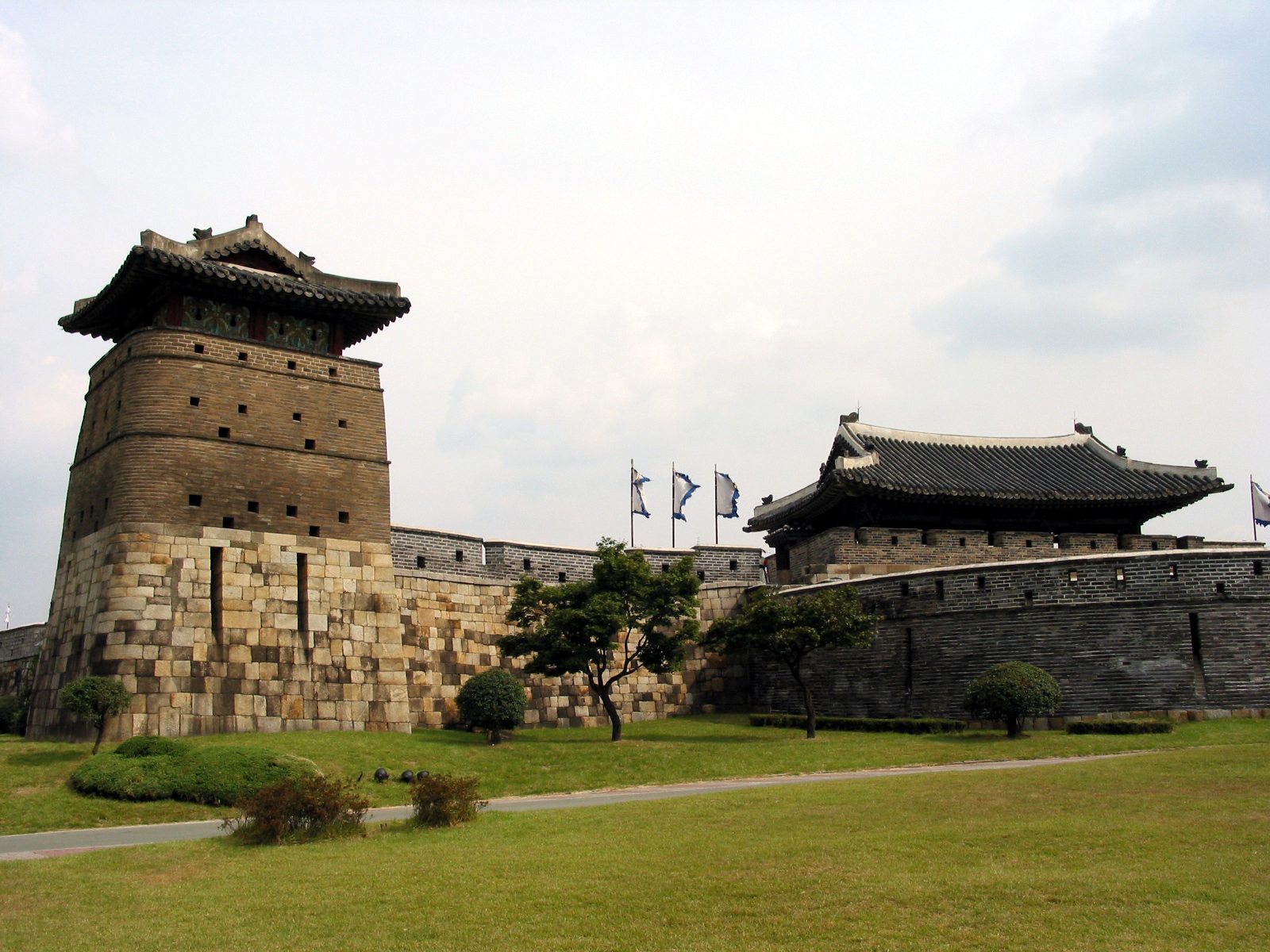
Vista frontale della torre di guardia e della porta occidentale